# António Simões
António Simões Costa (ur. 14 grudnia 1943 w Corroios), portugalski piłkarz, pomocnik. Brązowy medalista MŚ 66. Długoletni zawodnik Benfiki.
Karierę zaczynał w Almada F.C. Piłkarzem SL Benfica był w latach 1962–1975. W tym czasie dziesięć razy zostawał mistrzem Portugalii, pięciokrotnie triumfował w Pucharze Portugalii. W 1962 zwyciężył w Pucharze Europy, ponadto trzykrotnie dochodził do finału tych rozgrywek. Grał także w União Tomar, Grupo Desportivo Estoril Praia oraz w Stanach Zjednoczonych.
W reprezentacji Portugalii zagrał 46 razy i strzelił trzy bramki. Debiutował 6 maja 1962 w meczu z Brazylią, ostatni raz zagrał w 1973. Podczas MŚ 66 zagrał we wszystkich sześciu meczach Portugalii w turnieju i zdobył 1 gola.
Pracował jako trener, m.in. z kobiecą reprezentacją Portugalii.